# ISO-Marlboro IR
La ISO Marlboro IR è una vettura da Formula 1 realizzata nel 1973 dalla Iso Rivolta per la Frank Williams Racing Cars e sponsorizzata dalla Marlboro.

## Sviluppo
La ISO Malboro IR fu la prima ed unica vettura della massima formula con il nome dall'azienda italiana ISO. La realizzazione fu ad opera scuderia di Frank Williams per competere nel mondiale del 1973.  La stagione fu però iniziata con la Os-marlboro FX3 che altro non era che la "Politoys" schierata da Williams l'anno precedente.

## Tecnica
La vettura fu progettata da John Clarke ed era dotata di un telaio monoscocca in alluminio. Come propulsore montava un Ford Cosworth V8 gestito da un cambio Hewland FG 400 manuale a cinque rapporti. Le gomme erano fornite dalla Firestone.

## Attività sportiva

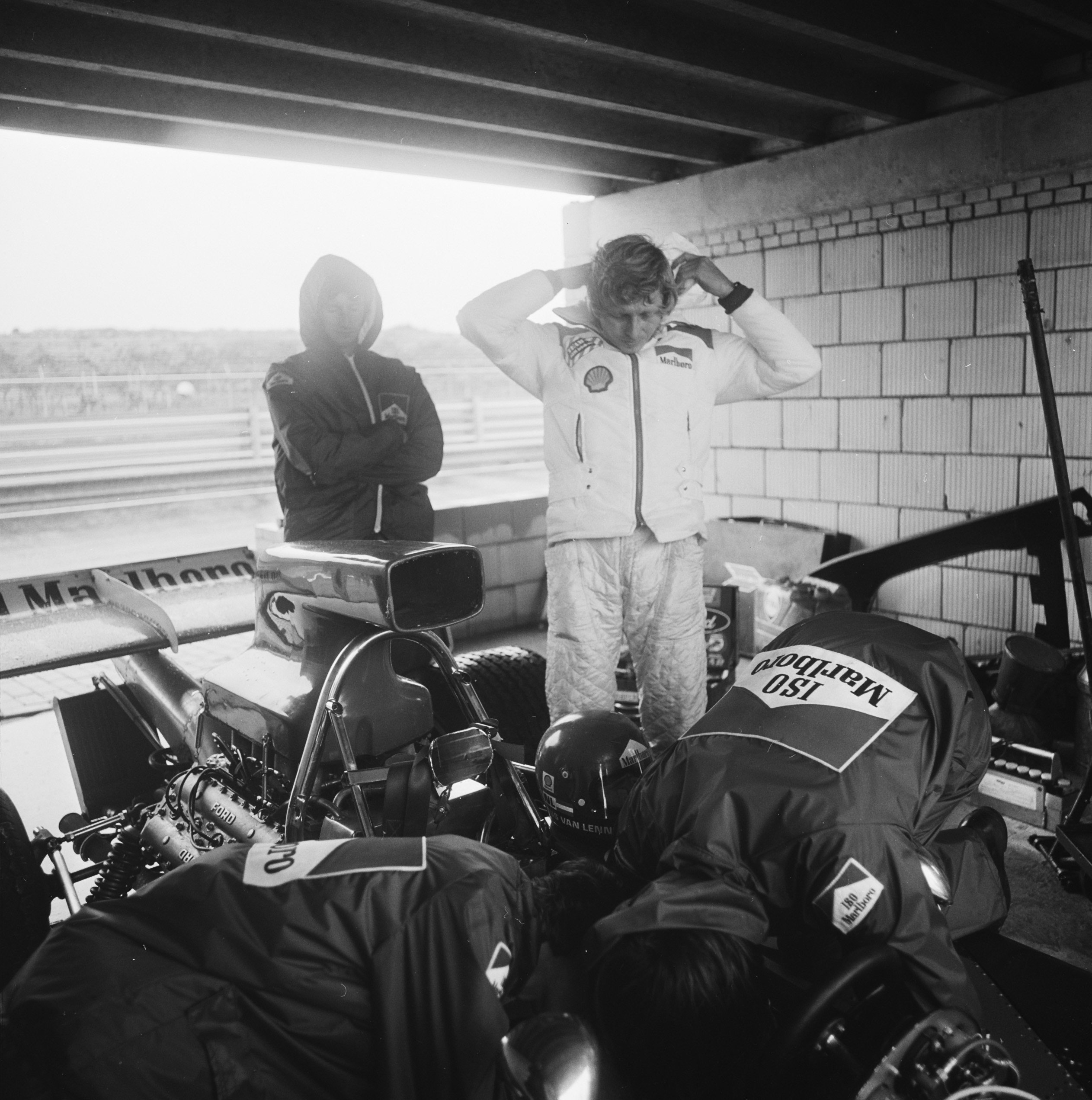
Gijs Van Lennep che si prepara a scendere in pista

La IR prese il via per la prima volta al Gran Premio di Spagna del 1973 pilotata da Howden Ganley e Nanni Galli. I risultati però tardarono ad arrivare, tanto che Galli lasciò la scuderia e fu sostituito da una serie di piloti paganti: Tom Belsø, Henri Pescarolo, Graham McRae, Gijs van Lennep (sesto al Gran Premio d'Olanda) e Tim Schenken. Nel Gran Premio del Canada avvenne un curioso episodio, rimasto per lungo tempo unico. La gara era stata neutralizzata dalla safety car a causa della pioggia e sembrò che Howden Ganley (trovatosi alle spalle della safety car) fosse il vincitore, mentre in realtà era terminato sesto, doppiato di un giro. Tutto ciò indusse in errore i giudici che lo classificarono inizialmente come vincitore.
All'inizio del 1974 sia la ISO che la Marlboro lasciarono e la monoposto venne ribattezzata come ISO-Marlboro FW, per poi assumere la denominazione Williams FW dalla stagione successiva. I tre telai rimasti alla scuderia Williams vennero identificati come FW01, FW02 e FW03. Inizialmente fu schierata una sola vettura per Arturo Merzario (sesto al Gran Premio del Sudafrica dopo aver ottenuto il terzo tempo in qualifica) denominata ISO Marlboro FW01-Ford e  saltuariamente si alternarono sulla seconda vettura Tom Belsø, Gijs van Lennep, Jean-Pierre Jabouille e Jacques Laffite, mentre al Gran Premio di Svezia fu schierata una terza vettura per Richard Robarts. Il quarto posto al Gran Premio d'Italia ottenuto da Merzario fu il miglior risultato della stagione.

## Risultati
| Anno | Team                       | Motore | Gomme | Piloti     |  |  |  |     |     |     |    |     |     |   |    |    |     |    |    | Punti | Pos. |
| ---- | -------------------------- | ------ | ----- | ---------- |  |  |  | --- | --- | --- | -- | --- | --- | - | -- | -- | --- | -- | -- | ----- | ---- |
| 1973 | Frank Williams Racing Cars | Ford   | F     | Ganley     |  |  |  | Rit | Rit | Rit | 11 | 14  | 9   | 9 | NP | NC | NC  | 6  | 12 | 2     | 10°  |
| 1973 | Frank Williams Racing Cars | Ford   | F     | Galli      |  |  |  | 11  | Rit | Rit |    |     |     |   |    |    |     |    |    | 2     | 10°  |
| 1973 | Frank Williams Racing Cars | Ford   | F     | Belsø      |  |  |  |     |     |     | NP |     |     |   |    |    |     |    |    | 2     | 10°  |
| 1973 | Frank Williams Racing Cars | Ford   | F     | Pescarolo  |  |  |  |     |     |     |    | Rit |     |   | 10 |    |     |    |    | 2     | 10°  |
| 1973 | Frank Williams Racing Cars | Ford   | F     | McRae      |  |  |  |     |     |     |    |     | Rit |   |    |    |     |    |    | 2     | 10°  |
| 1973 | Frank Williams Racing Cars | Ford   | F     | van Lennep |  |  |  |     |     |     |    |     |     | 6 |    | 9  | Rit |    |    | 2     | 10°  |
| 1973 | Frank Williams Racing Cars | Ford   | F     | Schenken   |  |  |  |     |     |     |    |     |     |   |    |    |     | 14 |    | 2     | 10°  |
| 1973 | Frank Williams Racing Cars | Ford   | F     | Ickx       |  |  |  |     |     |     |    |     |     |   |    |    |     |    | 7  | 2     | 10°  |

| Anno | Team                       | Motore | Gomme | Piloti     |     |     |     |     |     |     |     |     |    |     |     |     |     |     |     | Punti | Pos. |
| ---- | -------------------------- | ------ | ----- | ---------- | --- | --- | --- | --- | --- | --- | --- | --- | -- | --- | --- | --- | --- | --- | --- | ----- | ---- |
| 1974 | Frank Williams Racing Cars | Ford   | F     | Merzario   | Rit | Rit | 6   | Rit | Rit | Rit | INF | Rit | 9  | Rit | Rit | Rit | 4   | Rit | Rit | 4     | 10°  |
| 1974 | Frank Williams Racing Cars | Ford   | F     | Belsø      |     |     | Rit | NQ  |     |     | 8   |     |    | NQ  |     |     |     |     |     | 4     | 10°  |
| 1974 | Frank Williams Racing Cars | Ford   | F     | van Lennep |     |     |     |     | 14  |     |     | NQ  |    |     |     |     |     |     |     | 4     | 10°  |
| 1974 | Frank Williams Racing Cars | Ford   | F     | Robarts    |     |     |     |     |     |     | NP  |     |    |     |     |     |     |     |     | 4     | 10°  |
| 1974 | Frank Williams Racing Cars | Ford   | F     | Jabouille  |     |     |     |     |     |     |     |     | NQ |     |     |     |     |     |     | 4     | 10°  |
| 1974 | Frank Williams Racing Cars | Ford   | F     | Laffite    |     |     |     |     |     |     |     |     |    |     | Rit | NC  | Rit | 15  | Rit | 4     | 10°  |